# Улица Болонина (Вологда)
Улица Болонина — улица в Южном жилом районе Вологды. Расположена между улицами: Молодёжной и Мишкольцкой (Завокзальный район).

## История
До 1959 года — 2-й Гончаровский переулок, в 1959—1985 — Локомотивная. В 1985 году переименована в честь Героя Социалистического труда В. И. Болонина

## Транспорт
Через улицу Болонина проходит маршрут городского автобуса № 13. На ней же находится остановка «Завокзальный». В пешей доступности находятся остановки «Депо» или «Можайского» (автобусы 13, 39, 20, 7, 28), «Ловенецкого» (автобусы 13, 39, 20, 7, 28) и «Интернат» (автобус 13).

## Учреждения
На улице Болонина располагаются школа № 29, школа № 35 и специализированная школа олимпийского резерва № 4 по конькобежному спорту.